# Vindkraft i Kina

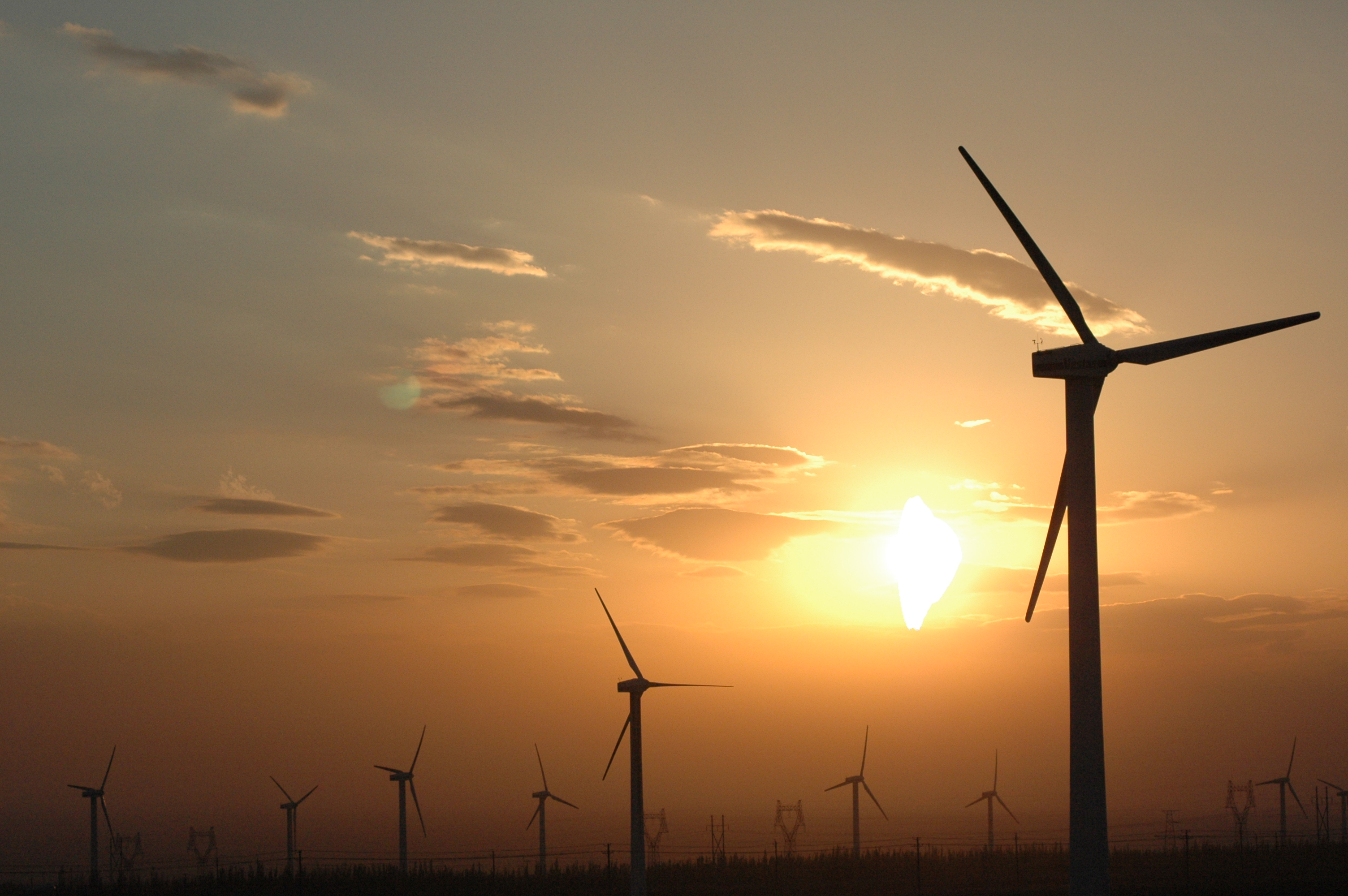
Vindkraftpark i Xinjiang, Kina

Kina står för omkring 40 procent av alla vindkraftsbyggen i världen och är sedan 2010 även det land som "producerar" mest vindkraft. Det är också ett av de länder där utbyggnaden går som snabbast. Utbyggnaden av vindkraft hänger ihop med att elbehovet väntas öka kraftigt, men också med regeringens ambitioner på miljöområdet, exempelvis målet att 15-20 procent av energiproduktionen ska komma ifrån förnyelsebar energi år 2020. 

## Företag och produktion
Kinas vindkraftsföretag har växt sig stora både nationellt och internationellt.  Den största inhemska vindturbintillverkaren i Kina är Goldwind (金风科技股份有限公司)  från Xinjiang-provinsen. Sinovel, Dongfang och United Power är också stora i branschen.

### Offshore
Genom vindkraftparken "Donghai Bridge Wind Farm" i havet utanför Shanghai med en total effekt på 102 MW blev Kina det första landet utanför Europa att bygga en vindkraftspark offshore.    

## Planerade vindkraftparker
Gansu Wind Farm Project är en av sex storskaliga nationella vindkraftsprojekt som Kinas regering godkänt. Vindkraftsparken antas ge 20 000 MW år 2020 till en kostnad av 120 miljarder kinesiska yuan.